# Doto lemchei
Doto lemchei är en snäckart som beskrevs av Jesús A. Ortea och Victoriano Urgorri 1978. Doto lemchei ingår i släktet Doto och familjen Dotoidae. Inga underarter finns listade i Catalogue of Life.